# Équipe d'Allemagne féminine espoir de kayak-polo
L'équipe d'Allemagne féminine espoir de kayak-polo est l'équipe féminine espoir qui représente l'Allemagne dans les compétitions majeures de kayak-polo.
Elle est constituée par une sélection des meilleures joueuses allemandes âgées de moins de 21 ans.

## Joueuses actuelles
Sélection pour les Championnats d'Europe de kayak-polo 2007
| Numéro | Nom               | Club | Date de naissance |
| ------ | ----------------- | ---- | ----------------- |
| 15     | Lexa Endewardt    |      |                   |
| 28     | Elena Gilles      |      |                   |
| 6      | Christina Mantell |      |                   |
| 21     | Viktoria Rau      |      |                   |
| 8      | Marianne Riechers |      |                   |
| 12     | Caroline Sinsel   |      |                   |
| 1      | Fabienne Thoele   |      |                   |
| 18     | Sonja Wolf        |      |                   |